# Reinhard Feiter
Reinhard Feiter (* 1956 in Mönchengladbach) ist ein deutscher römisch-katholischer Theologe.

## Leben
Feiter studierte nach seiner Schulzeit von 1974 bis 1981 römisch-katholische Theologie an der Universität Bonn und an der Universität Würzburg. 1981 wurde er in Aachen zum Priester geweiht und war im Bistum Aachen bis 1989 als Priester tätig. Von 1989 bis 1992 war er freigestellt zum Weiterstudium in Augsburg, von 1992 bis 2004 war er priesterlicher Mitarbeiter bzw. Susidiar in der Pastoralgemeinschaft Aachen-Nord (St. Germanus, St. Hubert und St. Martin). Von 1999 bis 2004 war Feiter Lehrbeauftragter für Pastoraltheologie an der Ruhr-Universität Bochum. Von Wintersemester 2004/2005 bis zum Wintersemester 2021/2022 war Feiter Professor für Pastoraltheologie und Religionspädagogik an der Katholisch-Theologischen Fakultät der Westfälischen Wilhelms-Universität Münster.

## Werke (Auswahl)
- Zur Freiheit befreit. Apologie des Christlichen bei Ferdinand Ulrich (Bonner dogmatische Studien 17), Würzburg 1994
- Antwortendes Handeln. Praktische Theologie als kontextuelle Theologie (Theologie und Praxis 14), Münster 2002
- (Hg.) Klaus Hemmerle, Ausgewählte Schriften, 5 Bde., Freiburg i. Br. 1995–1996